# Elita (obwód omski)
Elita (ros. Элита) – wieś (sieło) w Rosji, w obwodzie omskim, w rejonie moskaleńskim. W 2010 liczyła 1582 mieszkańców.